# Simon Olsson
Simon Olsson (Linköping, 14 september 1997) een Zweeds voetballer die doorgaans als centrale middenvelder speelt en momenteel uitkomt voor sc Heerenveen.

## Clubcarrière

### IF Elfsborg
Olsson kwam via IK Östria Lambohov in de jeugd van IF Elfsborg terecht. Daar speelde hij met IF Elfsborg Onder 19 mee in de UEFA Youth League van 2015/16. Olsson speelde alle vijf de wedstrijden volledig uit als basisspeler. Uiteindelijk werd de ploeg na de winterstop uitgeschakeld door Real Madrid Onder 19.
Olsson zat op 10 september 2016 voor het eerst bij de wedstrijdselectie van het eerste elftal van IF Elfsborg. In de opvolgende speelronde maakte hij zijn debuut in de met 5–0 gewonnen competitiewedstrijd tegen Falkenberg FF. Na 64 minuten te hebben gespeeld, werd hij gewisseld door trainer Magnus Haglund.
In het seizoen 2020 bereikte Olsson met IF Elfsborg de tweede plaats in de Allsvenskan, waar het team zich plaatste voor de voorronde van de UEFA Europa Conference League 2021/22. Daar stuitte IF Elfsborg in de play-offs op Feyenoord, waar het over twee wedstrijden met 6–3 van verloor.

### sc Heerenveen
Op 2 augustus 2022 tekende hij een vierjarig contract bij sc Heerenveen. In zijn eerste halfjaar in Nederland benoemde Olsson dat hij de club als ideale springplank ziet voor zijn carrière.

## Clubstatistieken
Anders dan bij de meeste Europese voetbalcompetities lopen de Zweedse voetbalcompetities van april tot november of december in een desbetreffend kalenderjaar.
| Seizoen                    | Club            | Competitie      | Competitie | Competitie | Beker | Beker | Internationaal | Internationaal | Overig | Overig | Totaal | Totaal |
| Seizoen                    | Club            | Competitie      | Wed.       | Dlp.       | Wed.  | Dlp.  | Wed.           | Dlp.           | Wed.   | Dlp.   | Wed.   | Dlp.   |
| -------------------------- | --------------- | --------------- | ---------- | ---------- | ----- | ----- | -------------- | -------------- | ------ | ------ | ------ | ------ |
| 2016                       | IF Elfsborg     | Allsvenskan     | 4          | 0          | 1     | 0     | –              | –              | 0      | 0      | 5      | 0      |
| 2017                       | IF Elfsborg     | Allsvenskan     | 25         | 1          | 5     | 0     | –              | –              | 0      | 0      | 30     | 1      |
| 2018                       | IF Elfsborg     | Allsvenskan     | 22         | 0          | 2     | 0     | –              | –              | 0      | 0      | 24     | 0      |
| 2019                       | IF Elfsborg     | Allsvenskan     | 26         | 2          | 0     | 0     | –              | –              | 0      | 0      | 26     | 2      |
| 2020                       | IF Elfsborg     | Allsvenskan     | 29         | 4          | 5     | 0     | –              | –              | 0      | 0      | 24     | 4      |
| 2021                       | IF Elfsborg     | Allsvenskan     | 19         | 2          | 2     | 0     | 3              | 0              | 0      | 0      | 24     | 2      |
| 2022                       | IF Elfsborg     | Allsvenskan     | 15         | 4          | 3     | 0     | 2              | 0              | 0      | 0      | 19     | 4      |
| Clubtotaal                 | Clubtotaal      | Clubtotaal      | 140        | 13         | 18    | 0     | 5              | 0              | 0      | 0      | 153    | 13     |
| 2022/23                    | sc Heerenveen   | Eredivisie      | 33         | 0          | 4     | 0     | –              | –              | 2      | 0      | 39     | 0      |
| 2023/24                    | sc Heerenveen   | Eredivisie      | 27         | 2          | 2     | 0     | –              | –              | 0      | 0      | 29     | 2      |
| Clubtotaal                 | Clubtotaal      | Clubtotaal      | 60         | 2          | 6     | 0     | –              | –              | 2      | 0      | 68     | 2      |
| Carrière totaal            | Carrière totaal | Carrière totaal | 200        | 15         | 24    | 0     | 5              | 0              | 2      | 0      | 231    | 15     |
| Bijgewerkt op 2 april 2024 |                 |                 |            |            |       |       |                |                |        |        |        |        |

## Interlandcarrière
Olsson kwam uit voor verschillende Zweedse nationale jeugdelftallen. Zo werd hij opgeroepen voor Zweden Onder 17 (één keer als basisspeler en één keer als invaller), Zweden Onder 18 (één keer zonder speelminuten bij de selectie), Zweden Onder 19 (onbekend), Zweden Onder 20 (onbekend) en Zweden Onder 21 (één keer zonder speelminuten bij de selectie). Op 21 maart 2024 maakt Olsson zijn debuut voor het Zweeds elftal in een vriendschappelijke wedstrijd tegen Portugal die in een 5-2 eindigden.
| Interlands van Simon Olsson voor Zweden | Interlands van Simon Olsson voor Zweden | Interlands van Simon Olsson voor Zweden | Interlands van Simon Olsson voor Zweden | Interlands van Simon Olsson voor Zweden | Interlands van Simon Olsson voor Zweden | Interlands van Simon Olsson voor Zweden |
| №                                       | Datum                                   | Wedstrijd                               | Uitslag                                 | Competitie                              | Goals                                   |                                         |
| Als speler bij sc Heerenveen            | Als speler bij sc Heerenveen            | Als speler bij sc Heerenveen            | Als speler bij sc Heerenveen            | Als speler bij sc Heerenveen            | Als speler bij sc Heerenveen            | Als speler bij sc Heerenveen            |
| --------------------------------------- | --------------------------------------- | --------------------------------------- | --------------------------------------- | --------------------------------------- | --------------------------------------- | --------------------------------------- |
| 1                                       | 21 maart 2024                           | Portugal – Zweden                       | 5 – 2                                   | Vriendschappelijk                       |                                         |                                         |
| 2                                       | 25 maart 2024                           | Zweden – Albanië                        | 1 – 0                                   | Vriendschappelijk                       |                                         |                                         |

Bijgewerkt op 31 maart 2024.